# سیناپروست
سیناپروست CinnaProst یا کلوپروستنول سدیم Cloprostenol Na دارویی برای درمان نارسایی‌های تخمدان و مشکلات باروری و افزایش بازدهی گله دام می‌باشد که در ایران و توسط شرکت سیناژن ساخته می‌شود.

## دسته دارویی
این دارو از دسته پروستاگلاندین‌ها می‌باشد

## شکل دارویی
محلول تزریقی استریل